# Fonroque
Fonroque est une commune française située dans le département de la Dordogne, en région Nouvelle-Aquitaine.

## Géographie

### Généralités
Dans le quart sud-ouest du département de la Dordogne, en Bergeracois, la commune de Fonroque est bordée au nord-ouest par l'Escourou.
Traversé par la route départementale 933, le bourg de Fonroque se situe, en distances orthodromiques, quatre kilomètres au nord-nord-est de la bastide d'Eymet et dix-sept kilomètres au sud-sud-ouest de Bergerac.

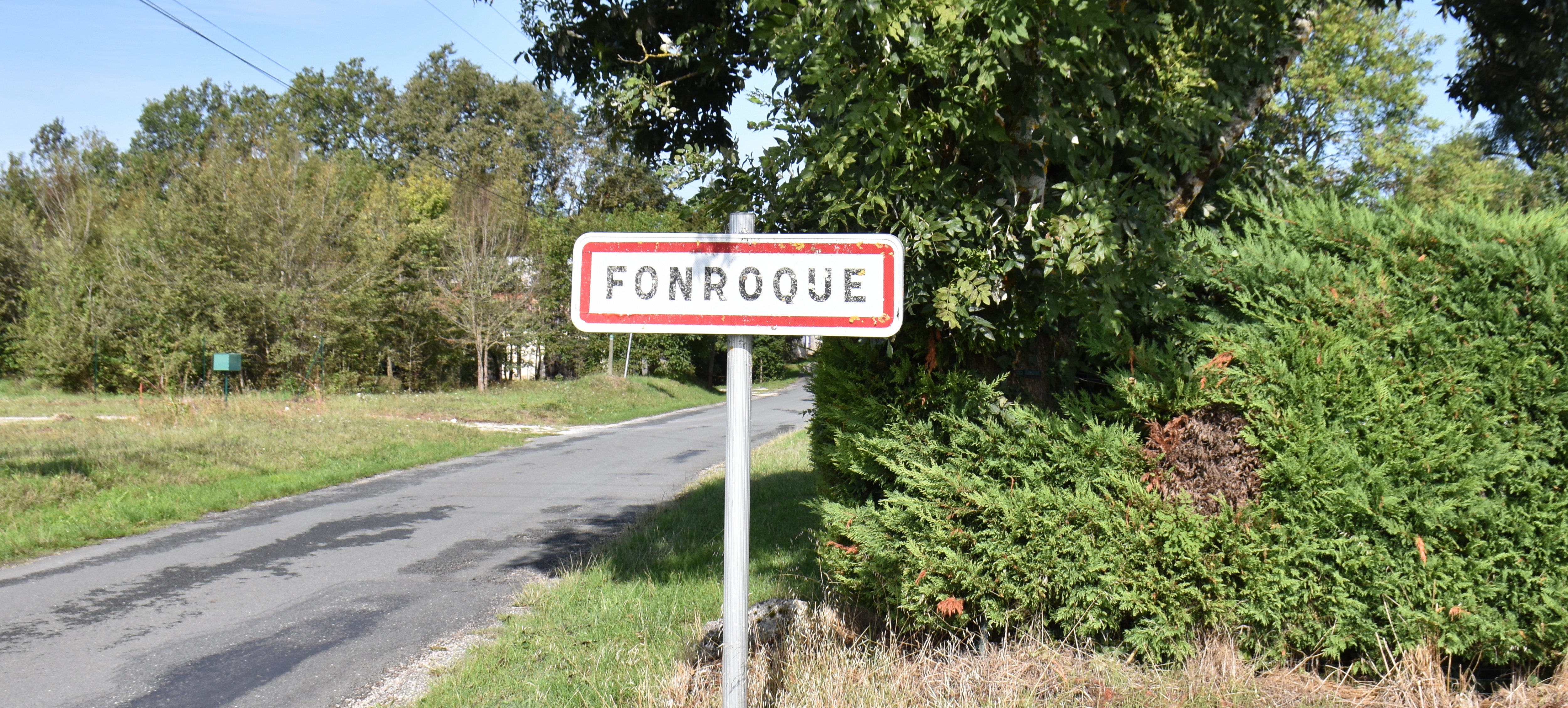
Une entrée du village.

### Communes limitrophes
Fonroque est limitrophe de quatre autres communes dont Razac-d'Eymet à l'est sur moins de 700 mètres.
|       | Saint-Julien-Innocence-Eulalie |                      |
|       | Fonroque                       | Razac-d'Eymet        |
| Eymet |                                | Serres-et-Montguyard |

### Géologie et relief

#### Géologie
Situé sur la plaque nord du Bassin aquitain et bordé à son extrémité nord-est par une frange du Massif central, le département de la Dordogne présente une grande diversité géologique. Les terrains sont disposés en profondeur en strates régulières, témoins d'une sédimentation sur cette ancienne plate-forme marine. Le département peut ainsi être découpé sur le plan géologique en quatre gradins différenciés selon leur âge géologique. Fonroque est située dans le quatrième gradin à partir du nord-est, un plateau formé de dépôts siliceux-gréseux et de calcaires lacustres de l'ère tertiaire.
Les couches affleurantes sur le territoire communal sont constituées de formations superficielles du Quaternaire et de roches sédimentaires datant du Cénozoïque. La formation la plus ancienne, notée e6b, se compose de molasses inférieures (faciès argileux dominant) (Bartonien supérieur continental). La formation la plus récente, notée Fy3-z, fait partie des formations superficielles de type alluvions subactuelles à actuelles. Le descriptif de ces couches est détaillé dans  la feuille « no 830 - Eymet » de la carte géologique au 1/50 000 de la France métropolitaine, et sa notice associée.

Carte géologique de Fonroque.

#### Relief et paysages
Le département de la Dordogne se présente comme un vaste plateau incliné du nord-est (491 m, à la forêt de Vieillecour dans le Nontronnais, à Saint-Pierre-de-Frugie) au sud-ouest (2 m à Lamothe-Montravel). L'altitude du territoire communal varie quant à elle entre 55 m et 163 m,.
Dans le cadre de la Convention européenne du paysage entrée en vigueur en France le 1er juillet 2006, renforcée par la loi du 8 août 2016 pour la reconquête de la biodiversité, de la nature et des paysages, un atlas des paysages de la Dordogne a été élaboré sous maîtrise d’ouvrage de l’État et publié en octobre 2020. Les paysages du département s'organisent en huit unités paysagères et 14 sous-unités. La commune est dans le Bergeracois, une région naturelle présentant un relief contrasté, avec les deux grandes vallées de la Dordogne et du Dropt séparées par un plateau plus ou moins vallonné, dont la pente générale s’incline doucement d’est en ouest. Ce territoire offre des paysages ouverts qui tranchent avec les paysages périgourdins. Il est composé de vignes, vergers et cultures,.
La superficie cadastrale de la commune publiée par l'Insee, qui sert de référence dans toutes les statistiques, est de 9,00 km2,,. La superficie géographique, issue de la BD Topo, composante du Référentiel à grande échelle produit par l'IGN, est quant à elle de 8,99 km2.

### Hydrographie

#### Réseau hydrographique
La commune est située dans le bassin de la Garonne au sein du Bassin Adour-Garonne. Elle est drainée par l'Escourou, le ruisseau du Réveillou, le Rieu du Lac, le ruisseau du Touron et par deux petits cours d'eau, qui constituent un réseau hydrographique de 11,5 km de longueur totale,.
L'Escourou, d'une longueur totale de 15,85 km, prend sa source dans la commune de Sigoulès-et-Flaugeac et se jette en rive droite du Dropt, en limite d'Eymet (Dordogne) et de La Sauvetat-du-Dropt (Lot-et-Garonne),. Au nord-ouest, il sert de limite communale sur un kilomètre et demi face à Saint-Julien-Innocence-Eulalie.
Autre affluent de rive droite du Dropt, le ruisseau du Réveillou borde la commune à l'est sur deux kilomètres et demi, face à Razac-d'Eymet et Serres-et-Montguyard.
Le Rieu du Lac, affluent de rive droite du ruisseau de Réveillou, prend sa source 1,2 kilomètre à l'ouest du bourg et arrose le territoire communal sur plus de deux kilomètres et demi, dont un kilomètre et demi au sud en limite d'Eymet.
Autre affluent de rive droite du ruisseau de Réveillou, le ruisseau du Touron prend sa source une centaine de mètres à l'est du bourg et baigne le sud-est de la commune sur plus d'un kilomètre.

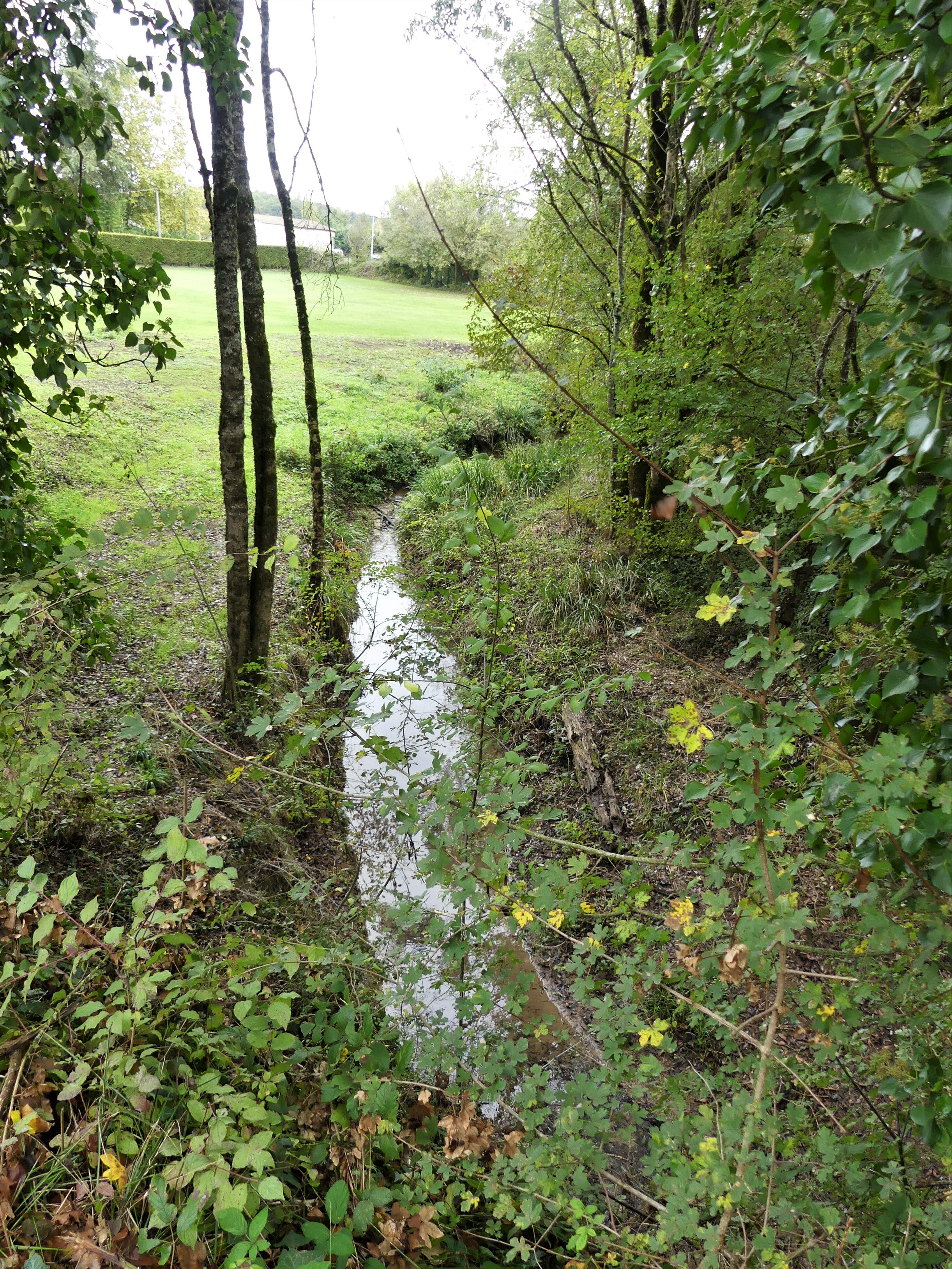
L'Escourou au sud du lieu-dit Lestang, en limite de Sainte-Innocence (à gauche) et Fonroque.
Réseaux hydrographique et routier de Fonroque.

#### Gestion et qualité des eaux
Le territoire communal est couvert par le schéma d'aménagement et de gestion des eaux (SAGE) « Dropt ». Ce document de planification, dont le territoire correspond au bassin versant du Dropt, d'une superficie de 1 522 km2, a été approuvé le 13 janvier 2022. La structure porteuse de l'élaboration et de la mise en œuvre est le syndicat mixte EPIDROPT. Il définit sur son territoire les objectifs généraux d’utilisation, de mise en valeur et de protection quantitative et qualitative des ressources en eau superficielle et souterraine, en respect des objectifs de qualité définis dans le troisième SDAGE  du Bassin Adour-Garonne qui couvre la période 2022-2027, approuvé le 10 mars 2022.
La qualité des eaux de baignade et des cours d’eau peut être consultée sur un site dédié géré par les agences de l’eau et l’Agence française pour la biodiversité.

### Climat
Pour des articles plus généraux, voir Climat de la Nouvelle-Aquitaine et Climat de la Dordogne.
Historiquement, la commune est exposée à un climat océanique aquitain.  
En 2020, Météo-France publie une typologie des climats de la France métropolitaine dans laquelle la commune est exposée à un climat océanique et est dans la région climatique  Aquitaine, Gascogne, caractérisée par une pluviométrie abondante au printemps, modérée en automne, un faible ensoleillement au printemps, un été chaud (19,5 °C), des vents faibles, des brouillards fréquents en automne et en hiver et des orages fréquents en été (15 à 20 jours).
Pour la période 1971-2000, la température annuelle moyenne est de 12,8 °C, avec  une amplitude thermique annuelle de 15,1 °C. Le cumul annuel moyen de précipitations est de 824 mm, avec 11,6 jours de précipitations en janvier et 6,5 jours en juillet. Pour la période 1991-2020, la température moyenne annuelle observée sur la station météorologique la plus proche, située sur la commune de Bergerac à 17 km à vol d'oiseau, est de 13,2 °C et le cumul annuel moyen de précipitations est de 792,9 mm,. Pour l'avenir, les paramètres climatiques de la commune estimés pour 2050 selon différents scénarios d’émission de gaz à effet de serre sont consultables sur un site dédié publié par Météo-France en novembre 2022.

## Urbanisme

### Typologie
Au 1er janvier 2024, Fonroque est catégorisée commune rurale à habitat dispersé, selon la nouvelle grille communale de densité à 7 niveaux définie par l'Insee en 2022.
Elle est située hors unité urbaine et hors attraction des villes,.

### Occupation des sols

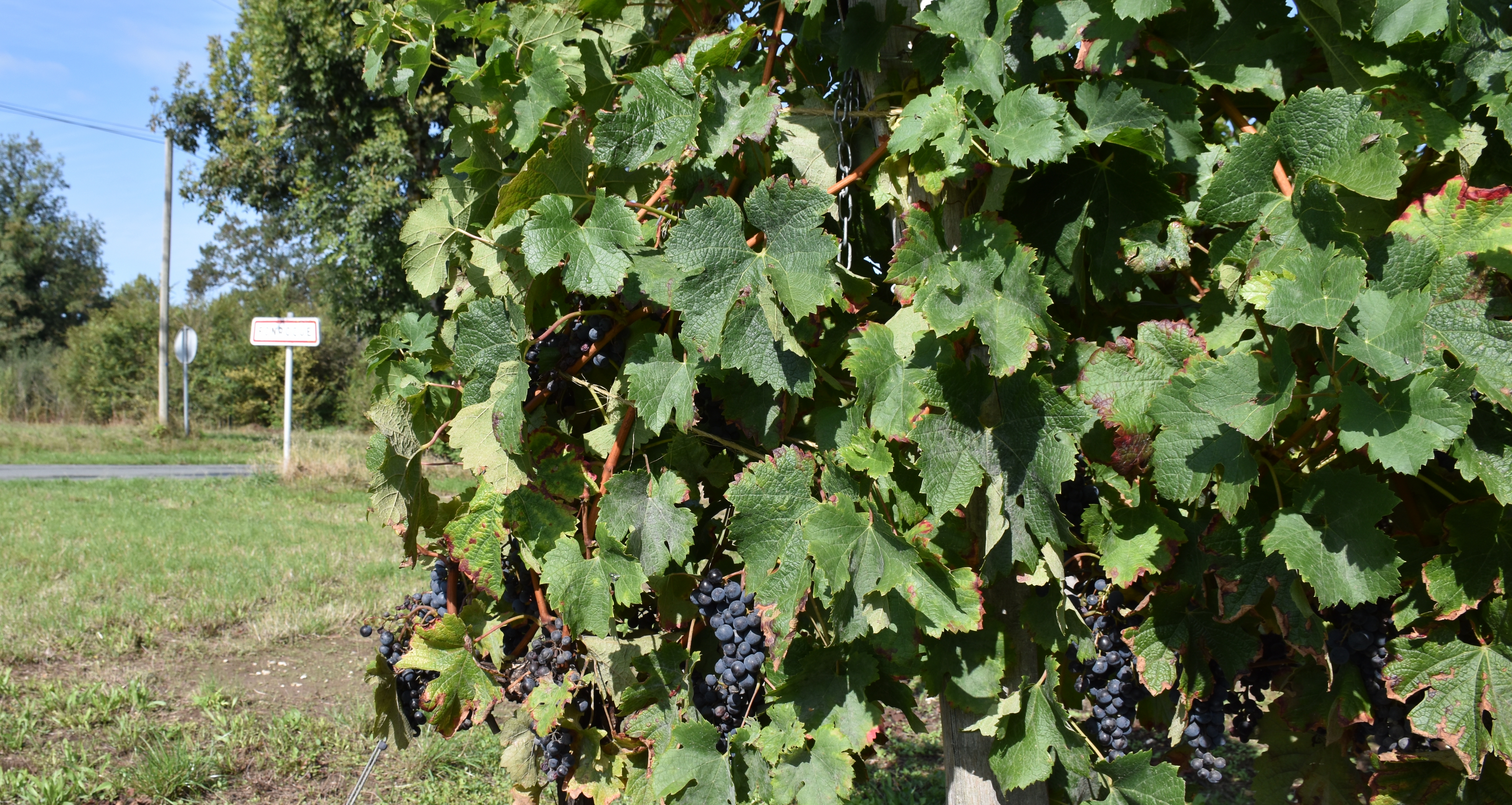
Vignobles aux alentours de Fonroque.

L'occupation des sols de la commune, telle qu'elle ressort de la base de données européenne d’occupation biophysique des sols Corine Land Cover (CLC), est marquée par l'importance des territoires agricoles (86,9 % en 2018), en diminution par rapport à 1990 (90,2 %). La répartition détaillée en 2018 est la suivante : 
terres arables (62,1 %), zones agricoles hétérogènes (15,8 %), forêts (9,8 %), cultures permanentes (6,8 %), zones urbanisées (3,3 %), prairies (2,3 %). L'évolution de l’occupation des sols de la commune et de ses infrastructures peut être observée sur les différentes représentations cartographiques du territoire : la carte de Cassini (XVIIIe siècle), la carte d'état-major (1820-1866) et les cartes ou photos aériennes de l'IGN pour la période actuelle (1950 à aujourd'hui).

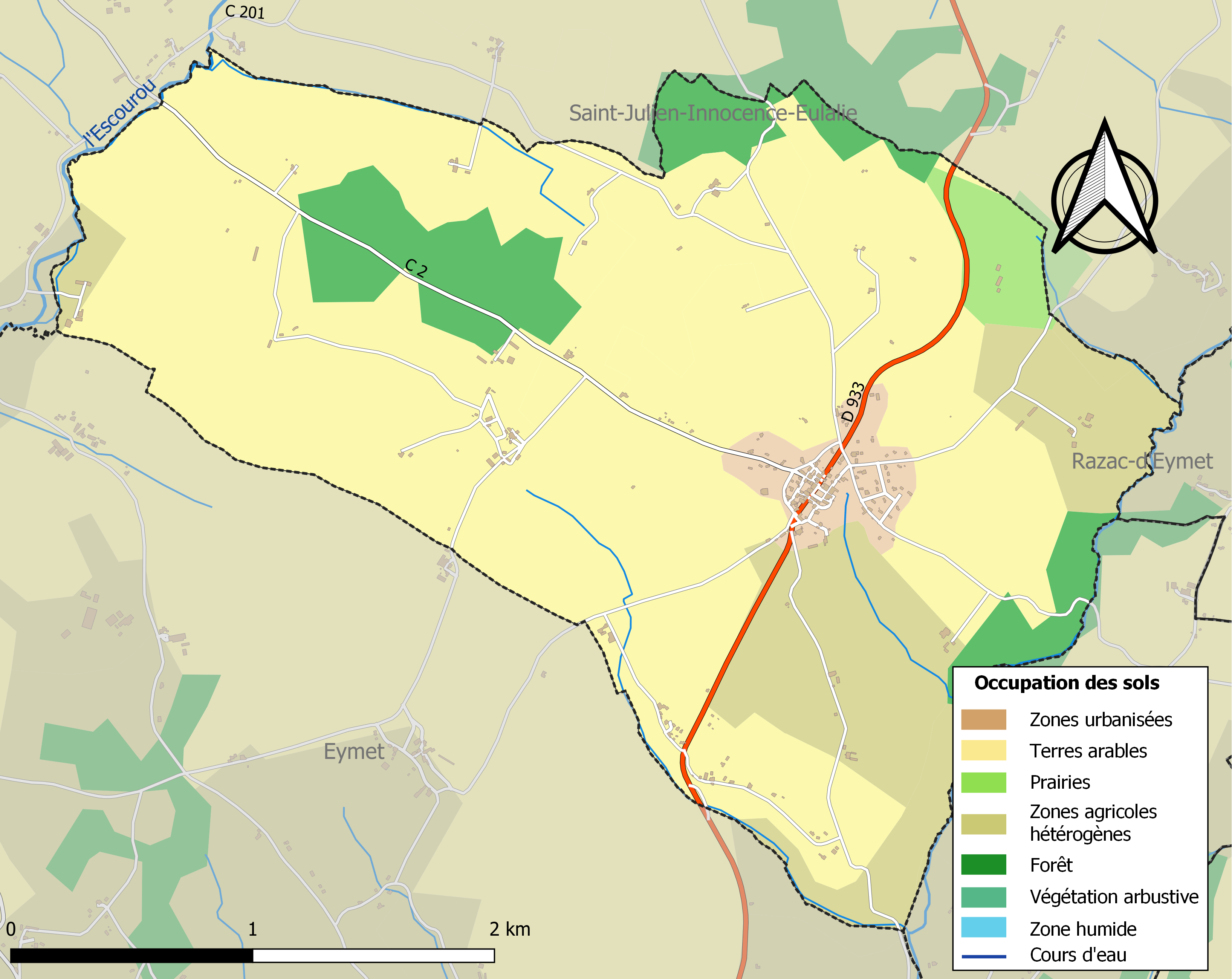
Carte des infrastructures et de l'occupation des sols de la commune en 2018 (CLC).

### Prévention des risques
Le territoire de la commune de Fonroque est vulnérable à différents aléas naturels : météorologiques (tempête, orage, neige, grand froid, canicule ou sécheresse), feux de forêts, mouvements de terrains et séisme (sismicité très faible). Un site publié par le BRGM permet d'évaluer simplement et rapidement les risques d'un bien localisé soit par son adresse soit par le numéro de sa parcelle.
Fonroque est exposée au risque de feu de forêt. L’arrêté préfectoral du 14 mars 2013 fixe les conditions de pratique des incinérations et de brûlage dans un objectif de réduire le risque de départs d’incendie. À ce titre, des périodes sont déterminées : interdiction totale du 15 février au 15 mai et du 15 juin au 15 octobre, utilisation réglementée du 16 mai au 14 juin et du 16 octobre au 14 février. En septembre 2020, un plan inter-départemental de protection des forêts contre les incendies (PidPFCI) a été adopté pour la période 2019-2029,.

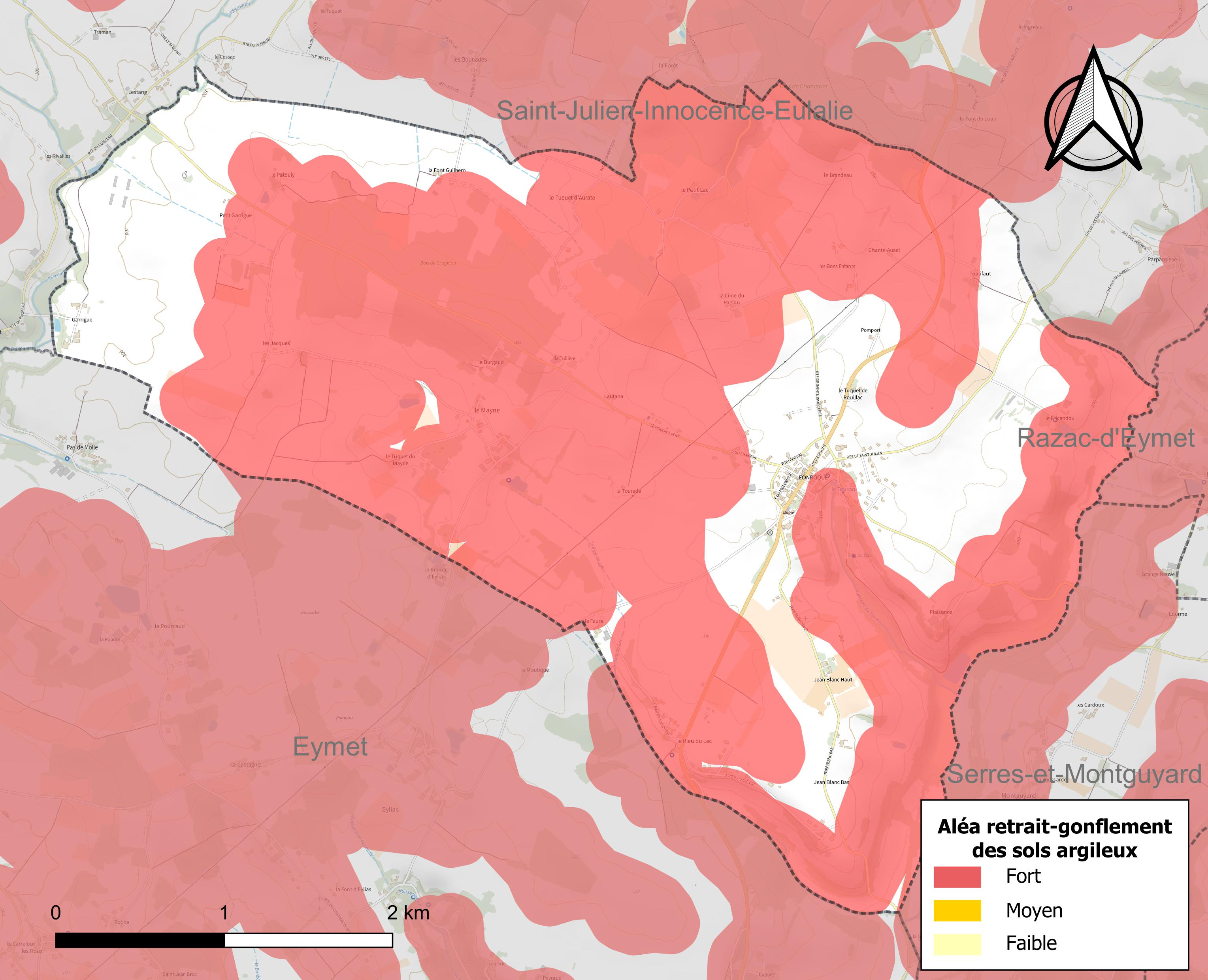
Carte des zones d'aléa retrait-gonflement des sols argileux de Fonroque.

Les mouvements de terrains susceptibles de se produire sur la commune sont des tassements différentiels. Le retrait-gonflement des sols argileux est susceptible d'engendrer des dommages importants aux bâtiments en cas d’alternance de périodes de sécheresse et de pluie. 73,4 % de la superficie communale est en aléa moyen ou fort (58,6 % au niveau départemental et 48,5 % au niveau national métropolitain). Depuis le 1er octobre 2020, en application de la loi ÉLAN, différentes contraintes s'imposent aux vendeurs, maîtres d'ouvrages ou constructeurs de biens situés dans une zone classée en aléa moyen ou fort,.
La commune a été reconnue en état de catastrophe naturelle au titre des dommages causés par les inondations et coulées de boue survenues en 1982 et 1999, par la sécheresse en 2011 et par des mouvements de terrain en 1999.

## Toponymie
En occitan, la commune porte le nom de Font Ròca.

## Histoire
Fonroque est une bastide anglaise fondée en 1284.

## Politique et administration

### Administration municipale
La population de la commune étant comprise entre 100 et 499 habitants au recensement de 2017, onze conseillers municipaux ont été élus en 2020,.

### Liste des maires
| Période                                  | Période  | Identité            | Étiquette | Qualité              |
| ---------------------------------------- | -------- | ------------------- | --------- | -------------------- |
| Les données manquantes sont à compléter. |          |                     |           |                      |
|                                          |          |                     |           |                      |
| juin 1995                                | mai 2020 | Régine Pinel-Bagard | SE        | Exploitante agricole |
| mai 2020                                 | En cours | Lucie Grelon        |           |                      |

## Équipements et services publics

### Justice
Dans le domaine judiciaire, Fonroque relève : 
- du tribunal judiciaire, du tribunal pour enfants, du conseil de prud'hommes et du tribunal de commerce de Bergerac ;
- du pôle Nationalité du tribunal judiciaire de Périgueux (compétent uniquement dans le domaine de la nationalité) ;
- de la cour d'appel, du tribunal administratif et de la  cour administrative d'appel de Bordeaux.

## Population et société

### Démographie
L'évolution du nombre d'habitants est connue à travers les recensements de la population effectués dans la commune depuis 1793. Pour les communes de moins de 10 000 habitants, une enquête de recensement portant sur toute la population est réalisée tous les cinq ans, les populations de référence des années intermédiaires étant quant à elles estimées par interpolation ou extrapolation. Pour la commune, le premier recensement exhaustif entrant dans le cadre du nouveau dispositif a été réalisé en 2008.

En 2022, la commune comptait 333 habitants, en évolution de +2,78 % par rapport à 2016 (Dordogne : +0,37 %, France hors Mayotte : +2,11 %).
| 1793 | 1800 | 1806 | 1821 | 1831 | 1836 | 1841 | 1846 | 1851 |
| ---- | ---- | ---- | ---- | ---- | ---- | ---- | ---- | ---- |
| 414  | 377  | 413  | 414  | 411  | 482  | 483  | 521  | 501  |

| 1856 | 1861 | 1866 | 1872 | 1876 | 1881 | 1886 | 1891 | 1896 |
| ---- | ---- | ---- | ---- | ---- | ---- | ---- | ---- | ---- |
| 525  | 515  | 512  | 482  | 475  | 441  | 409  | 354  | 340  |

| 1901 | 1906 | 1911 | 1921 | 1926 | 1931 | 1936 | 1946 | 1954 |
| ---- | ---- | ---- | ---- | ---- | ---- | ---- | ---- | ---- |
| 347  | 336  | 310  | 293  | 328  | 313  | 299  | 303  | 310  |

| 1962 | 1968 | 1975 | 1982 | 1990 | 1999 | 2006 | 2008 | 2013 |
| ---- | ---- | ---- | ---- | ---- | ---- | ---- | ---- | ---- |
| 260  | 248  | 241  | 223  | 212  | 240  | 248  | 250  | 306  |

| 2018 | 2022 | - | - | - | - | - | - | - |
| ---- | ---- | - | - | - | - | - | - | - |
| 329  | 333  | - | - | - | - | - | - | - |

## Économie

### Emploi
En 2015, parmi la population communale comprise entre 15 et 64 ans, les actifs représentent 131 personnes, soit 41,7 % de la population municipale. Le nombre de chômeurs (vingt-trois) a plus que triplé  par rapport à 2010 (sept) et le taux de chômage de cette population active s'établit à 17,2 %.

### Établissements
Au 31 décembre 2015, la commune compte trente-trois établissements, dont quatorze au niveau des commerces, transports ou services, neuf dans l'agriculture, la sylviculture ou la pêche, quatre dans l'industrie, trois dans la construction, et trois relatifs au secteur administratif, à l'enseignement, à la santé ou à l'action sociale.

## Culture locale et patrimoine

### Lieux et monuments
- L'église Saint-Jean-Baptiste et son clocher-mur.
- Les anciens lavoirs du Touron.

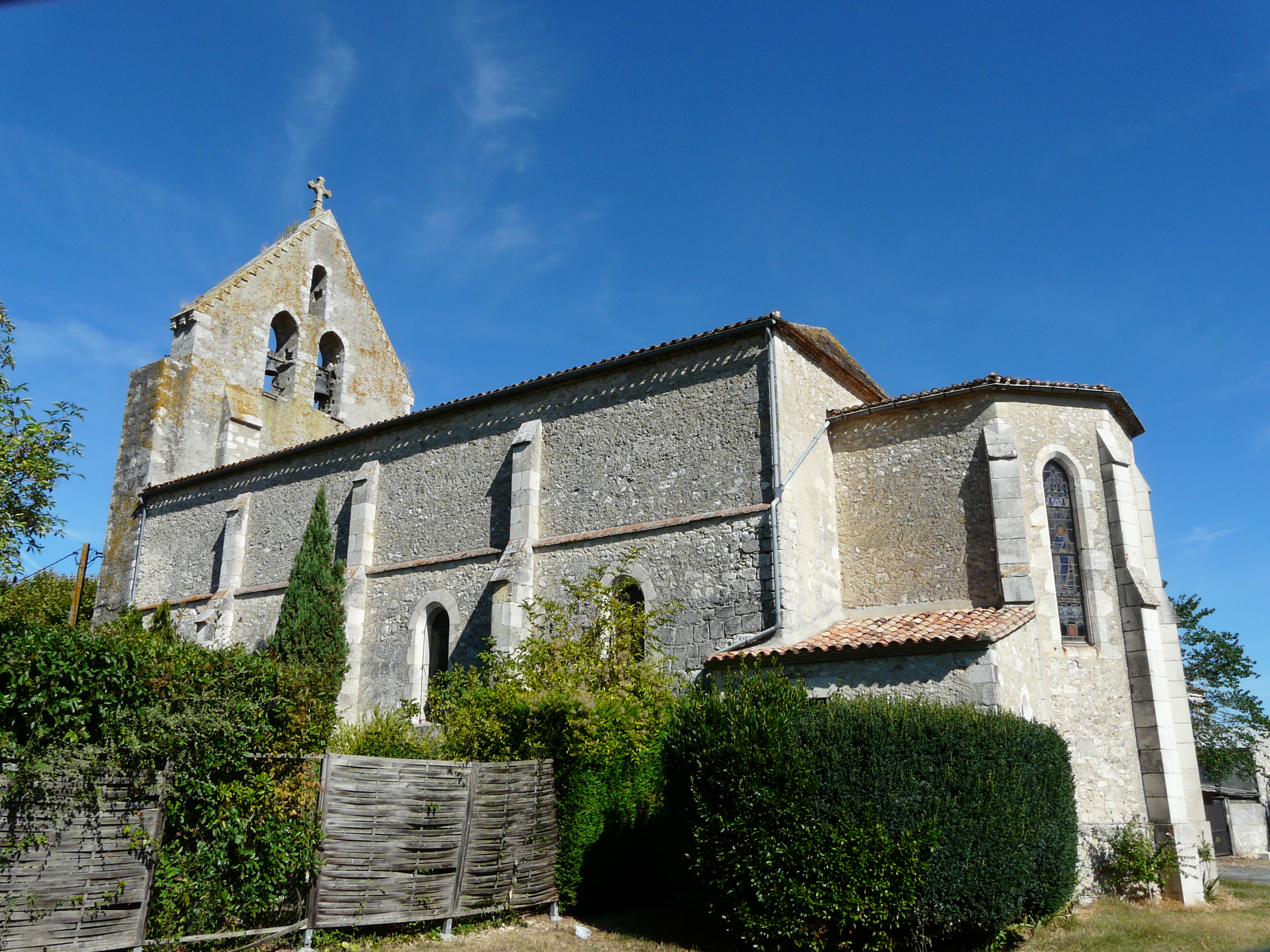
L'église Saint-Jean-Baptiste.
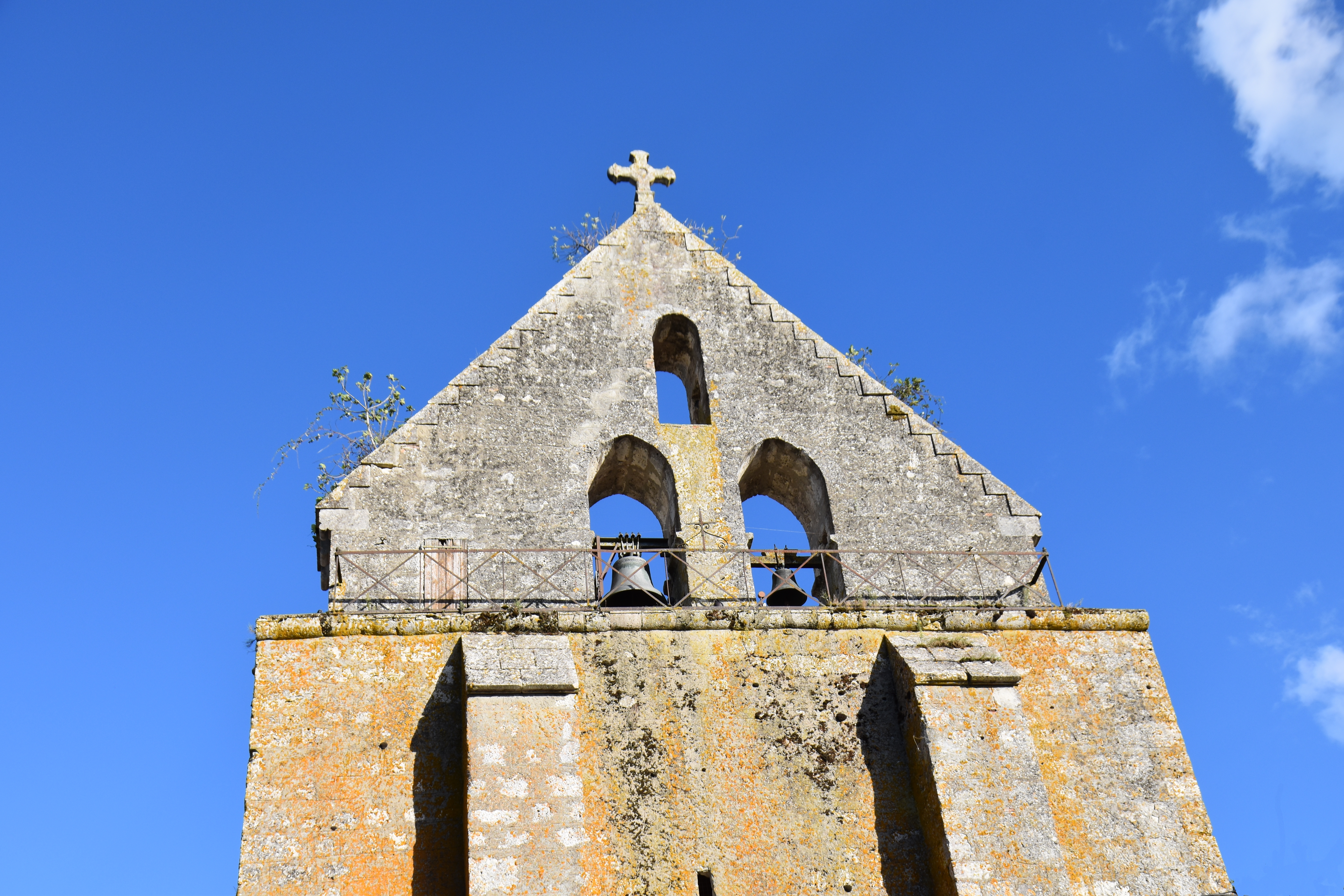
Son clocher-mur.
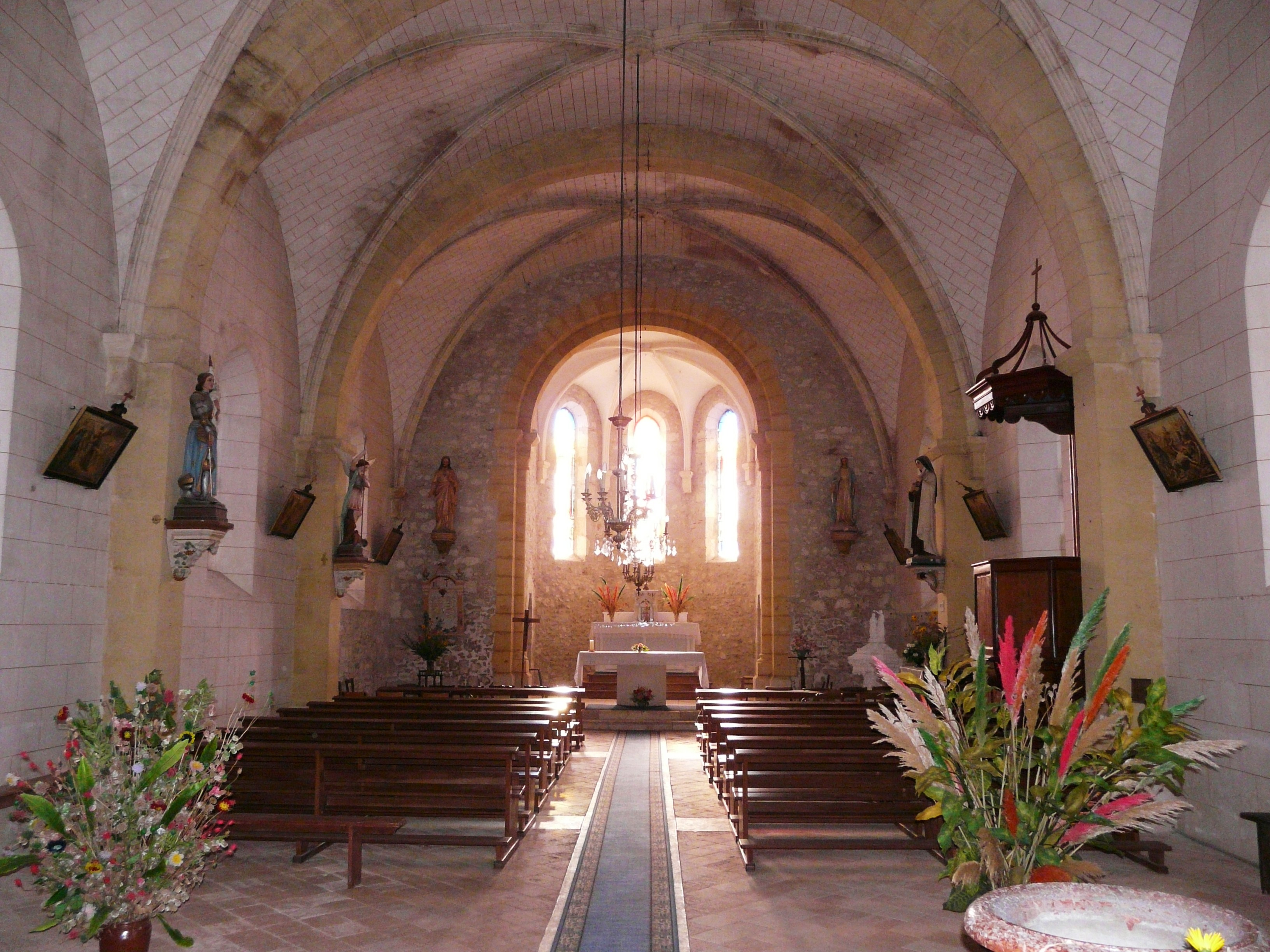
Sa nef.
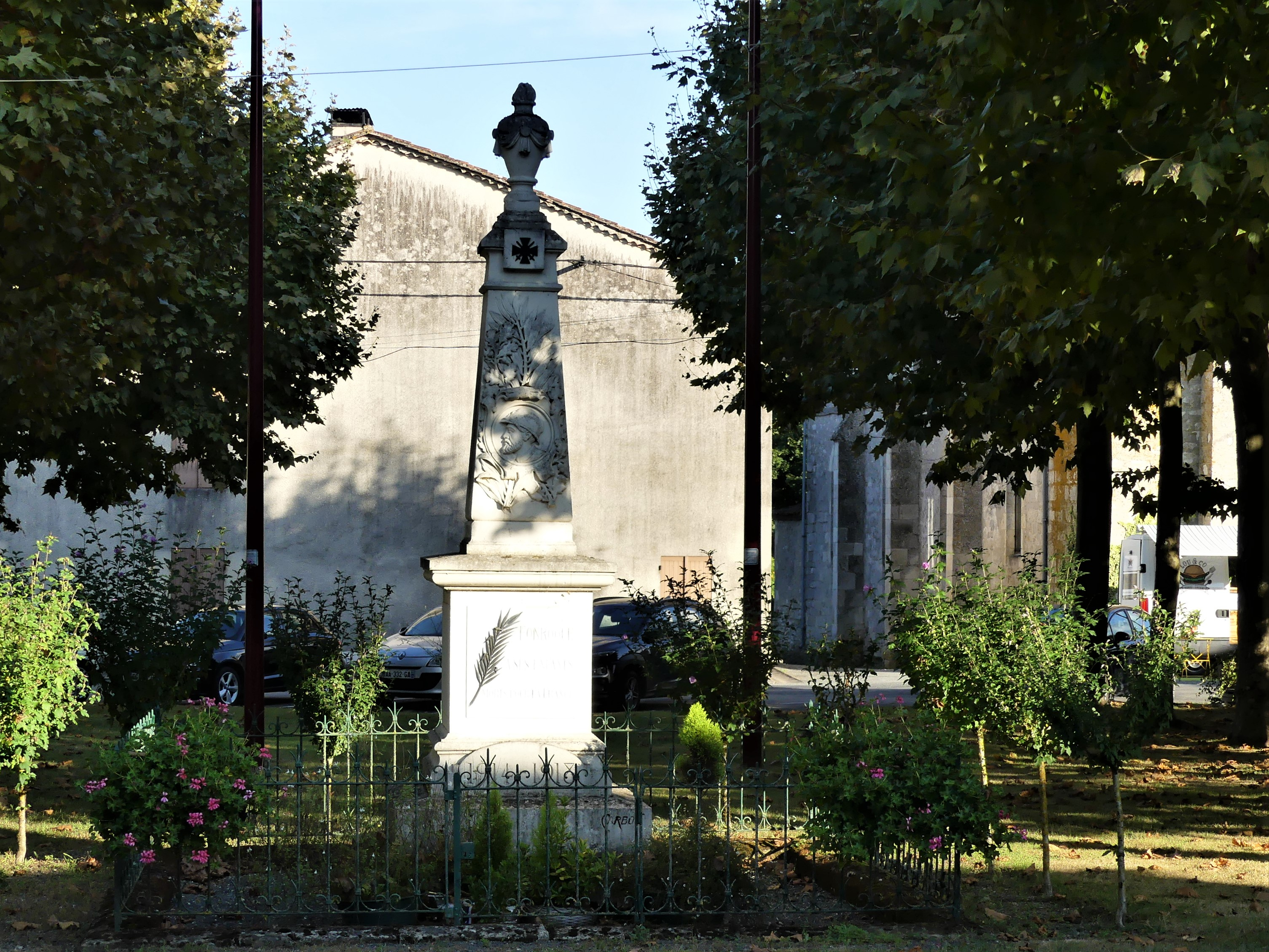
Le monument aux morts.
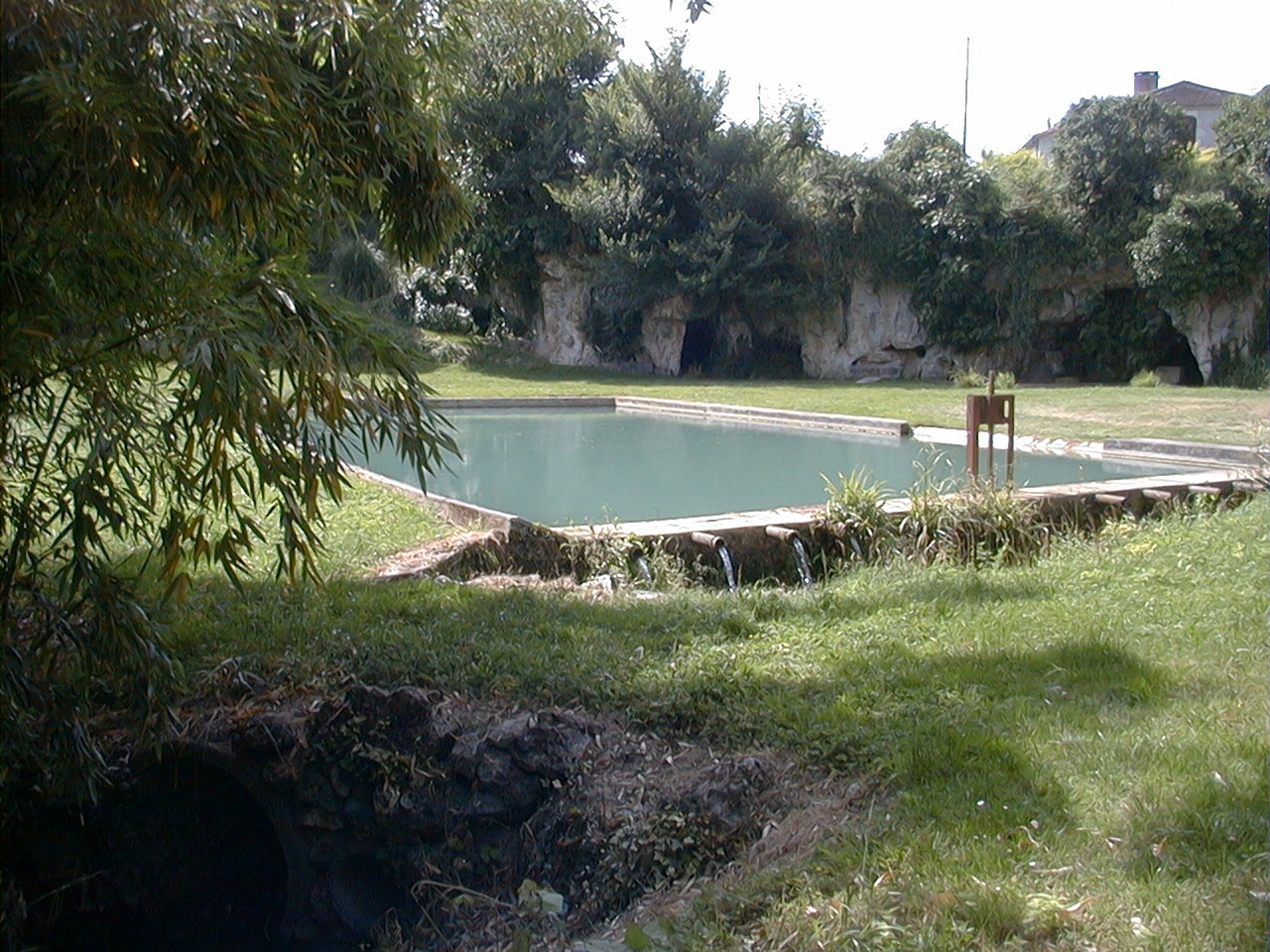
Lavoir à Fonroque.

### Personnalités liées à la commune
- Georges Faugère (1869-1936), est un homme politique né à Fonroque.

## Pour approfondir